# Pre-IPO
Pre-IPO (en inglés: Pre-Initial Public Offering) más conocida como la/el oferta pública inicial previa (pre-OPI) es un término que en el ámbito de las inversiones se refiere a la financiación de una empresa privada en una fase tardía de desarrollo, previa a la oferta pública inicial (IPO).

## Inversiones en empresas privadas
El mercado de capital riesgo, es decir, la inversión en las startups, ha crecido en los últimos años.
Según Crunchbase, entre 2010 y 2019, la inversión de capital riesgo en todo el mundo ascendió a más de 1,5 billones de dólares. Solo en 2019, se han invertido unos 300 000 millones de dólares en empresas privadas en distintas fases, incluidas las pre-IPO.
Al mismo tiempo, se puede apreciar un número creciente de “unicornios”, jóvenes empresas no públicas con valoraciones superiores a los mil millones de dólares. A finales de 2020, había 235 “unicornios” en Estados Unidos, 118 en China, 23 en India, 7 en Israel, 7 en Brasil y 2 en México.

## Popularidad creciente
Al principio, solo los grandes fondos de inversión podían invertir antes de que una organización comercial saliera a bolsa. Sin embargo, a partir de 2012, en los Estados Unidos se empezó a flexibilizar la legislación.
Las empresas privadas prometedoras, sobre todo las de Silicon Valley, ya no necesitan salir a bolsa para atraer grandes sumas de dinero, ya que el volumen de capital riesgo disponible ha aumentado considerablemente. En particular, en la primavera de 2021, la empresa privada Telegram, que desarrolla el mensajero del mismo nombre, recibió una inversión previa a la salida a bolsa (pre-IPO) de unos 1000 millones de dólares a través de la venta de valores convertibles.
Las inversiones en pre-IPO han comenzado a atraer a los actores más pequeños y a las plataformas de inversión. La razón principal: pueden aportar más beneficios que la compra de acciones en la bolsa. Así, si usted compró acciones por el valor de 10 000 dólares del servicio de seguros Lemonade antes de su IPO, esa inversión se convertiría en 55 000 dólares después de la salida a bolsa (que se produjo en 2020).
En la primavera de 2021, en Estados Unidos se lanzó Unicorn Hunters, un reality show dedicado a las pre-IPO y a las inversiones en empresas privadas.

## Inversiones en empresas privadas en Internet
Para los inversores ordinarios que no tienen acceso directo a la gestión y los fondos de las empresas privadas, existe la posibilidad de invertir en pre-IPOs a través de plataformas como SecondMarket, Sharespost y EquityZen, aunque estos servicios mantienen unos requerimientos bastante elevados para los usuarios.
El objetivo de las plataformas es poner en contacto a vendedores (fondos, inversores iniciales, empleados titulares de acciones) y compradores, para simplificar el proceso de transacción y crear normas equitativas. Se puede obtener el acceso simplificado a las pre-IPO a través de herramientas de trading especializadas. Por ejemplo, en diciembre de 2020, el intercambio FTX comenzó a negociar contratos pre-IPO en la bolsa de criptodivisas estadounidense Coinbase. En marzo de 2021, el intercambio UTEX inició las operaciones de contratos de futuros sobre pre-IPO de las empresas Coursera y DigitalOcean poco antes de que salieran a bolsa.